# Contea di Quitman (Mississippi)
La contea di Quitman (in inglese Quitman County) è una contea dello Stato del Mississippi, negli Stati Uniti. La popolazione al censimento del 2000 era di 10 117 abitanti. Il capoluogo di contea è Marks.